# 19번째 남자
《19번째 남자》(영어: Bull Durham)는 미국에서 제작된 론 셸턴 감독의 1988년 로맨틱 코미디 스포츠 영화이다. 케빈 코스트너, 수전 서랜던 등이 출연하였고, 톰 마운트 등이 제작에 참여하였다.
1989년 제61회 아카데미상 각본상 후보, 제46회 골든 글로브상 뮤지컬·코미디 영화 부문 여우주연상과 주제가상 후보에 올랐다.

## 줄거리
여느 때처럼 변변찮은 시즌을 치르던 마이너 리그 베이스볼 싱글 A팀 더럼 불스는 훌륭한 팔을 지녔지만 머리가 많이 모자란 신인 투수 에비 캘빈 럴루시에게서 희망을 본다.
불스는 메이저 리그에서 고작 21일을 보낸 마이너 리그 12년차 로런스 "크래시" 데이비스를 에비의 교육 담당으로 부른다. 또한 마구잡이로 투구하는 에비의 제구를 위해 포수까지 맡긴다. 여기에 매년 불스 선수 한 명을 연인이자 제자로 삼는 "야구 그루피" 애니가 끼어든다.
크래시와 애니는 때때로 대립하면서도 본디지 게임 등 다양한 학습법을 적용하여 함께 에비를 메이저 리그감 투수로 다듬어나간다. 애니는 에비에게 "뉴크"(핵무기)라는 별명을 붙여준다. 시간이 흐를수록 뉴크와 애니보다는 크래시와 애니가 더 어울리는 짝이라는 사실이 분명해진다.
처음엔 갈피를 못 잡고 고전하던 뉴크는 시즌 중반에 시합을 지배하는 중요한 투수로 부상하고 메이저 리그에서 부름을 받는다. 크래시는 처음엔 질투심으로 괴로워하지만 이를 극복하고 뉴크에게 마지막으로 조언을 해준다. 애니는 뉴크와의 관계를 끝낸다.
뉴크가 떠나면서 뉴크 멘토로서의 효용 가치가 없어진 크래시는 불스에서 방출된다. 크래시는 일주일에 걸쳐 애니와 첫날밤을 치른 뒤 애슈빌 투어리스츠에서 뛰면서 마이너 리그 사상 최다 홈런 기록을 꺤다. 하지만 애니만이 이 사실에 주목할뿐 그 어떤 언론도 보도하지 않는다.
은퇴한 크래시는 애니 곁에 돌아온다. 이듬해 크래시가 마이너 리그 바이세일리아 로하이드 감독이 될 가능성을 암시하면서 영화는 끝이 난다.

## 출연
- 케빈 코스트너 - 로런스 "크래시" 데이비스 역
- 수전 서랜던 - 애니 서보이 역
- 팀 로빈스 - 에비 캘빈 "뉴크" 럴루시 역
- 트레이 윌슨 - 조 "스킵" 리긴스 역
- 로버트 월 - 래리 호킷 역
- 윌리엄 올리리 - 지미 역
- 데이비드 나이도프 - 보비 역

## 기타 제작진
- 협력 제작: 찰스 허시혼
- 배역: 보니 티머먼
- 미술: 아민 갠즈
- 의상: 루이즈 프로글리

## 반응

### 흥행
1988년 6월 15일 박스 오피스에 데뷔하였고, 개봉 주말에 1,238개 극장에서 500만 달러 수익을 거둬들였다. 제작비는 900만 달러로 추정되며, 북미에서만 총 5,080만 달러 수익을 올렸다.

### 평가
현재 역대 최고의 스포츠 영화 중 하나로 꼽히고 있다. 2003년 스포츠 일러스트레이티드는 위대한 스포츠 영화 10편 순위를 매기며 이 영화를 1위에 올려놓았다. 로튼 토마토 역시 이 영화를 역대 최고의 스포츠 영화 1위로 뽑은 바 있다.